# Айова Стэйт Сайклонс (баскетбол)
Айова Стэйт Сайклонс (англ. Iowa State Cyclones) — баскетбольная команда, представляющая университет штата Айова в первом баскетбольном мужском дивизионе NCAA. Располагается в Эймсе (штат Айова). В настоящее время главным тренером «Сайклонс» является Стив Пром.

## История

### Первые годы (1908—1980)
С 1907 по 1928 год «Сайклон» выступали в Межуниверситетской спортивной ассоциации Missouri Valley. Наибольшими успехами в тот период было окончание нескольких сезонов с положительным соотношением побед к поражениям. В 1929 году «Сайклонс» перешли в конференцию Big Six и наняли нового главного тренера — Луиса Мензе. Мензе руководил командой 19 лет, во время которых команда четыре раза становилась чемпионом конференции. В этих четырёх сезонах команда дважды участвовала в турнире NCAA (в то время в турнире участвовало всего 8 команд), в 1941 году Сайклонс проиграли квалификационный турнир Крейтону, а спустя три года в 1944 году «Сайклонс» дошли до Финала четырёх, в котором проиграли будущему чемпиону Юте.
После последнего титула чемпиона конференции, завоёванного в 1945 году, и уходом Мензе с поста тренера в 1947 году (он оставался спортивным директором Айовы до 1958 года), «Сайклонс» десятилетия подряд занимали места в нижней части турнирной таблицы. Лишь в 1955 и 1959 годах команда немного проявила себя, став победителем ежегодного конференционного «Holiday Tournament». За 33 года «Сайклонс» ни разу не попадали в турнир NCAA, однако в 1957 году получали третий номер посева после того, как сумели обыграть первый номер посева команду Уилта Чемберлена «Канзас Джейхокс». Это достижение является наивысшим успехом университета за всю его историю и после «Сайклонс» уже никогда не получали такой высокий номер посева.

## Закреплённые номера
| Год  | Имя             | №  |
| ---- | --------------- | -- |
| 1957 | Гари Томпсон    | 20 |
| 1968 | Заид Абдул-Азиз | 35 |
| 1988 | Джефф Грейер    | 44 |
| 1991 | Джефф Хорнасек  | 14 |
| 1992 | Уолдо Вегнер    | 14 |
| 1997 | Фред Хойберг    | 32 |
| 2008 | Барри Стивенс   | 35 |

## Достижения
- Полуфиналист NCAA: 1944
- Четвертьфиналист NCAA: 1944, 2000
- 1/8 NCAA: 1986, 1997, 2000, 2014, 2016
- Участие в NCAA: 1944, 1985, 1986, 1988, 1989, 1992, 1993, 1995, 1996, 1997, 2000, 2001, 2005, 2012, 2013, 2014, 2015, 2016, 2017, 2019
- Победители турнира конференции: 1996, 2000, 2014, 2015, 2017, 2019
- Победители регулярного чемпионата конференции: 1935, 1941, 1944, 1945, 2000, 2001